# Елмас
Елмас (итал. Elmas) је насеље у Италији у округу Каљари, региону Сардинија.
Према процени из 2011. у насељу је живело 8025 становника. Насеље се налази на надморској висини од 8 м.

## Становништво
| 1936. | 1951. | 1961. | 1971. | 1981. | 1991. | 2001. | 2011. |
| ----- | ----- | ----- | ----- | ----- | ----- | ----- | ----- |
| 1.689 | 2.467 | 3.633 | 4.473 | 5.773 | 7.348 | 7.930 | 8.949 |